# 코시체오콜리에구

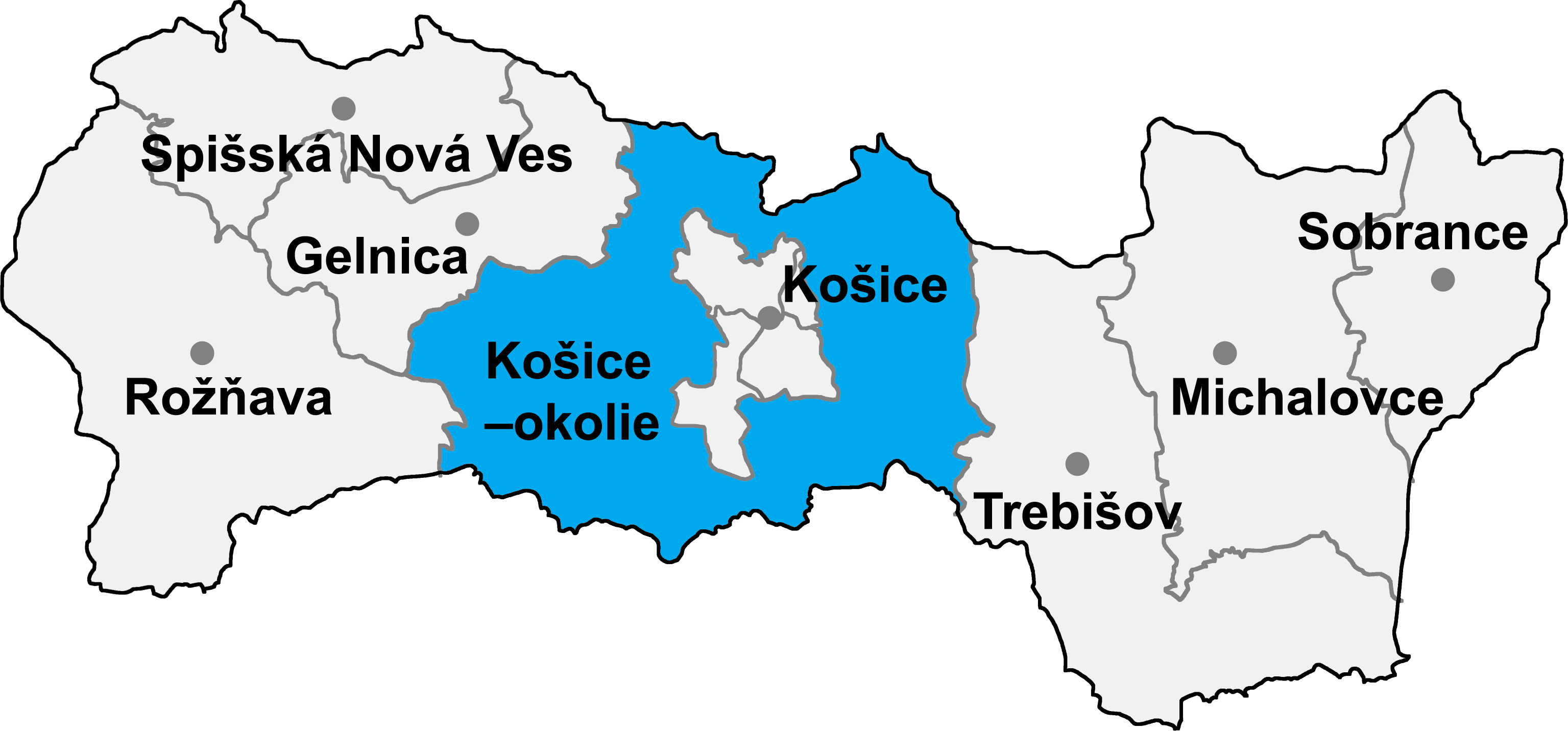
코시체오콜리에구의 위치

코시체오콜리에구(슬로바키아어: Okres Košice-okolie)는 슬로바키아 코시체주를 구성하는 11개 구 가운데 하나로 면적은 1,541.33km2, 인구는 123,377명(2014년 기준), 인구 밀도는 80.05명/km2이다. 행정 중심지는 코시체이지만 코시체오콜리에구가 아닌 별도의 행정 구역에 속한다.
코시체주 중부에 위치하며 코시체를 완전히 둘러싸고 있다. 114개 지방 자치체(2개 시, 112개 마을)를 관할한다. 서쪽으로는 로주냐바구, 북서쪽으로는 겔니차구, 북쪽으로는 프레쇼우주 프레쇼우구, 북동쪽으로는 프레쇼우주 브라노우나트토플료우구, 동쪽으로는 트레비쇼우구와 접하며 남쪽으로는 헝가리와 국경을 접한다.